# Феофил Антиохийский
Фео́фил Антиохи́йский (греч. Θεόφιλος Αντιοχείας; начало II в. — не ранее 180—181 годов) — раннехристианский апологет II века, епископ Антиохийский. Христианский святой, почитается в лике святителей в Православной, Католической и Древневосточных церквах.

## Жизнеописание
Родился в Сирии, получил хорошее образование и стал христианином под влиянием чтения пророческих книг. Согласно «Церковной истории» Евсевия Феофил был шестым после апостолов епископом Антиохии; вступил на антиохийскую кафедру в 169 году. Феофил приобрёл известность борьбой против различных христианских лжеучений (гностицизма, доктрины Маркиона). Так о его деятельности писал Евсевий:
А так как еретики, словно плевелы, засорили чистое поле апостольского учения, то повсюду пастыри церковные отгоняли их, как хищных зверей, от овец Христовых, то наставляя и убеждая самих братьев, то вступая в открытую борьбу с противником: уничтожали их устными рассуждениями; неопровержимо изобличали их учение доводами из письменных источников. Что и Феофил выступил вместе с другими в этой борьбе, ясно из его превосходной книги против Маркиона; она вместе с другими, нами упомянутыми, сохранилась доныне.

## Литературное наследие
- «Послание к Автолику» — единственный из четырёх главных трудов Феофила, который сохранился. Написан вскоре после смерти в 180 году Марка Аврелия[3]. Содержится в рукописи XI века. В этом труде Феофил первым употребляет термин «Троица» (греч. Τριάς) по отношению к Богу:

…три дня, которые были прежде создания светил, суть образы Троицы, Бога и Его Слова и Его Премудрости.
Послание состоит из трёх книг и посвящено по большей части критике язычества с целью утвердить в глазах языческого мира христианское представление о Боге и превосходство идеи творения над безнравственными мифами об олимпийских богах.
- «Об исторических повествованиях» — на этот свой труд Феофил ссылается в своём Послании к Автолику, но сам текст до нашего времени не сохранился.
- «Против ереси Гермогена» — текст не сохранился, по утверждению Евсевия, Феофил использовал при его написании Откровение Иоанна Богослова[6].
- «Некие катехизические книги» — не сохранились, упоминаются только у Евсевия.
- «Книга против Маркиона» — была утрачена после IV века, упоминается Евсевием и блаж. Иеронимом.
- «Комментарии на Евангелие и Притчи Соломона» — упоминаются Иеронимом[7]. Греческий текст сочинения не сохранился, известен только отрывок толкования на притчу о неверном управителе, приводимого Иеронимом в письме 97, к Алгазии[8] на латинском. Сам Иероним указывал на несоответствие по стилю и языку этих комментариев другим известным ему сочинения святителя Феофила[7].
- В письме к Алгазии Иероним также упоминает, что Феофил оставил «нам памятник ума сведением в одно творение изречений всех четверых евангелистов», то есть якобы составил симфонию евангельских текстов.

## Издания и переводы
Самой ранней рукописью, содержащей полный текст «Послания к Автолику», является манускрипт Cod. Marcianus 496, хранящийся в Венеции в Национальной библиотеке Марчиана. Рукопись датируется XI веком, все более поздние рукописи XV—XVII веков являются непосредственными списками с неё.
Первое печатное издание древнегреческого оригинала текста «Послания к Автолику» было опубликовано в 1546 г. в Цюрихе типографом Кристофом Фрошауэром под редакцией Иоганна Фризиуса, который после посещения Венеции привез с собой в Цюрих подаренную ему копию рукописи Cod. Marcianus 496.
Латинский перевод был выполнен Конрадом Клаузером в 1545 г. с этой же копии рукописи и опубликован Фрошауэром в 1546 г. вместе с другими переводами греческих текстов. В письме, отправленном из Цюриха в декабре 1545 г., Клаузер дает восторженную характеристику переводимому им сочинению, он пишет что эти три книги (на которые разделен текст) 
…показались мне пропитанными таким благочестием и такой ученостью, что я не мог совладать с собой, не переведя их на латинский язык. Это в сущности небольшая работа, но её ни в коем случае нельзя презирать. Как один драгоценный камень порой ценнее и благороднее тысячи груд обычных камней, так и одна эта книга стоит (я говорю смело и ясно по-швейцарски) тысячи библиотек. . . Как опровергаются заблуждения язычников, так опровергаются и паписты.
Критическое издание увидело свет в 1995 г. под редакцией сербско-американского филолога Мирослава Марковича в серии «Патристические тексты и исследования» (нем. Patristische Texte und Studien) немецкого научного издательства Walter de Gruyter.